# Senatore di diritto
Nel diritto costituzionale italiano, con il termine senatore di diritto ci si può riferire a due figure diverse, accomunate dall'essere stati nominati, in base a determinati requisiti, membri di diritto del Senato della Repubblica: i "senatori di diritto e a vita", tuttora esistenti, e i "senatori di diritto" della I Legislatura repubblicana.

## Senatori di diritto e a vita
La prima figura è quella dei Presidenti emeriti della Repubblica che, ai sensi dell'art. 59 della Costituzione Italiana diventano, salvo rinuncia, "senatori di diritto e a vita".

## Senatori di diritto della I Legislatura
La seconda figura è quella di alcune persone che furono nominate "senatori di diritto" nella I legislatura della Repubblica Italiana (1948-1953). La III disposizione transitoria e finale della Costituzione Italiana stabiliva infatti che per la prima legislatura in Senato sedessero, accanto ai senatori elettivi, alcuni membri di diritto, sulla base di determinati requisiti.
Erano senatori di diritto, infatti, tutti i deputati dell'Assemblea Costituente che possedessero i requisiti di legge per essere senatori e che rispettassero una delle seguenti richieste:
- essere stato presidente del Consiglio dei ministri del Regno d'Italia o presidente di una delle assemblee legislative;
- aver fatto parte del Senato del Regno (sciolto nel 1946);
- essere stato eletto almeno tre volte (compresa l'elezione all'Assemblea Costituente);
- essere stato dichiarato decaduto nella seduta della Camera dei deputati del 9 novembre 1926 (per aver partecipato alla secessione dell'Aventino);
- aver scontato una reclusione non inferiore a cinque anni in seguito a condanna del Tribunale speciale per la sicurezza dello Stato.

Inoltre, erano senatori di diritto tutti i membri del disciolto Senato del Regno che avessero poi fatto parte della Consulta Nazionale.
I senatori di diritto servivano a operare una sorta di sutura tra i nuovi ceti parlamentari e la classe politica prefascista.
Di questa disposizione - che portò alla nomina nel complesso di 107 senatori - si avvantaggiarono numericamente le sinistre (PCI, PSI, PSDI, gruppo Democratico di Sinistra), che accolsero un totale di 59 senatori di diritto, ma anche l'area liberale ottenne seggi parlamentari giacché, tra PLI, Unione Democratica Nazionale e altri indipendenti, riportò alla camera alta il vertice della sopravvissuta classe di governo prefascista. Risultò invece svantaggiato il partito della Democrazia Cristiana la quale, in assenza di senatori di diritto, avrebbe ottenuto la maggioranza assoluta al Senato (131 seggi sui 237 elettivi), ma fu obbligata a costituire un governo di coalizione con il PLI, il PSLI ed il PRI.

### Elenco
Questo è l'elenco dei 107 senatori di diritto della I Legislatura, divisi per gruppo parlamentare a cui hanno aderito.

#### Democrazia Cristiana
1. Salvatore Aldisio
2. Leopoldo Baracco
3. Giovanni Bertini
4. Giovanni Battista Bertone
5. Giambattista Bosco Lucarelli
6. Giovanni Braschi
7. Teodoro Bubbio
8. Paolo Cappa
9. Luigi Carbonari
10. Mario Cingolani
11. Luciano Fantoni
12. Stefano Jacini
13. Umberto Merlin
14. Giuseppe Micheli
15. Giovanni Pallastrelli
16. Umberto Tupini
17. Alessandro Turco
18. Giovanni Uberti

#### Partito Comunista Italiano
1. Luigi Allegato
2. Vittorio Bardini
3. Adele Bei
4. Aladino Bibolotti
5. Renato Bitossi
6. Ilio Bosi
7. Arturo Colombi
8. Edoardo D'Onofrio
9. Giovanni Farina
10. Armando Fedeli
11. Umberto Fiore
12. Vittorio Flecchia
13. Vittorio Ghidetti
14. Ruggero Grieco
15. Francesco Leone
16. Girolamo Li Causi
17. Fabrizio Maffi
18. Enrico Minio
19. Guido Molinelli
20. Cino Moscatelli
21. Eugenio Musolino
22. Celeste Negarville
23. Giacomo Pellegrini
24. Riccardo Ravagnan
25. Giuseppe Rossi
26. Giovanni Roveda
27. Mauro Scoccimarro
28. Pietro Secchia
29. Emilio Sereni
30. Velio Spano
31. Umberto Terracini

#### Partito Socialista Italiano
1. Francesco Buffoni
2. Giovanni Cosattini
3. Michele Giua
4. Emidio Lopardi
5. Pietro Mancini
6. Rodolfo Morandi
7. Tito Oro Nobili
8. Sandro Pertini
9. Antonio Priolo
10. Giuseppe Romita
11. Tommaso Tonello

#### Partito Socialista dei Lavoratori Italiani (Gruppo Unità Socialista)
1. Alessandro Bocconi
2. Giuseppe Canepa
3. Emilio Canevari
4. Ludovico D'Aragona
5. Eduardo Di Giovanni
6. Giuseppe Filippini
7. Nino Mazzoni
8. Riccardo Momigliano
9. Luigi Montemartini
10. Giovanni Persico
11. Giuseppe Piemonte
12. Francesco Zanardi
13. Adolfo Zerboglio

#### Gruppo Democratico di Sinistra
1. Emilio Lussu (ex Partito d'Azione)
2. Pietro Mastino (Partito Sardo d'Azione)
3. Enrico Molè (ex Partito Democratico del Lavoro)
4. Dante Veroni (ex Partito Democratico del Lavoro)

#### Partito Repubblicano Italiano
1. Giovanni Conti
2. Cipriano Facchinetti
3. Cino Macrelli
4. Ferruccio Parri
5. Carlo Sforza

#### Partito Liberale Italiano
1. Alessandro Casati
2. Benedetto Croce
3. Giuseppe Fusco
4. Alfonso Rubilli
5. Domenico Tripepi

#### Gruppo misto

##### Unione Democratica Nazionale
1. Arturo Labriola
2. Francesco Saverio Nitti
3. Vittorio Emanuele Orlando
4. Giuseppe Paratore
5. Giovanni Porzio
6. Vito Reale

##### Altri
1. Mario Abbiate (ex Unione Nazionale)
2. Roberto Bencivenga (Fronte dell'Uomo Qualunque)
3. Tullio Benedetti (Unione Monarchica Italiana)
4. Alberto Bergamini
5. Ivanoe Bonomi (ex Partito Democratico del Lavoro)
6. Giuseppe Buonocore (ex Blocco Nazionale della Libertà)
7. Igino Coffari
8. Luigi Einaudi (sino all'11 maggio 1948, quando fu eletto Presidente della Repubblica)
9. Alfredo Frassati
10. Luigi Gasparotto (ex Partito Democratico del Lavoro)
11. Federico Ricci
12. Nino Ronco
13. Meuccio Ruini (ex Partito Democratico del Lavoro)
14. Pietro Tomasi della Torretta